# Zadní Mostek
Zadní Mostek är en ort i Tjeckien.   Den ligger i regionen Hradec Králové, i den nordöstra delen av landet, 100 km öster om huvudstaden Prag. Zadní Mostek ligger 460 meter över havet och antalet invånare är 1 350.
Terrängen runt Zadní Mostek är platt norrut, men söderut är den kuperad. Runt Zadní Mostek är det tätbefolkat, med 266 invånare per kvadratkilometer. Närmaste större samhälle är Trutnov, 16,8 km öster om Zadní Mostek. I omgivningarna runt Zadní Mostek växer i huvudsak blandskog.